# Riksbankshuset, Vänersborg

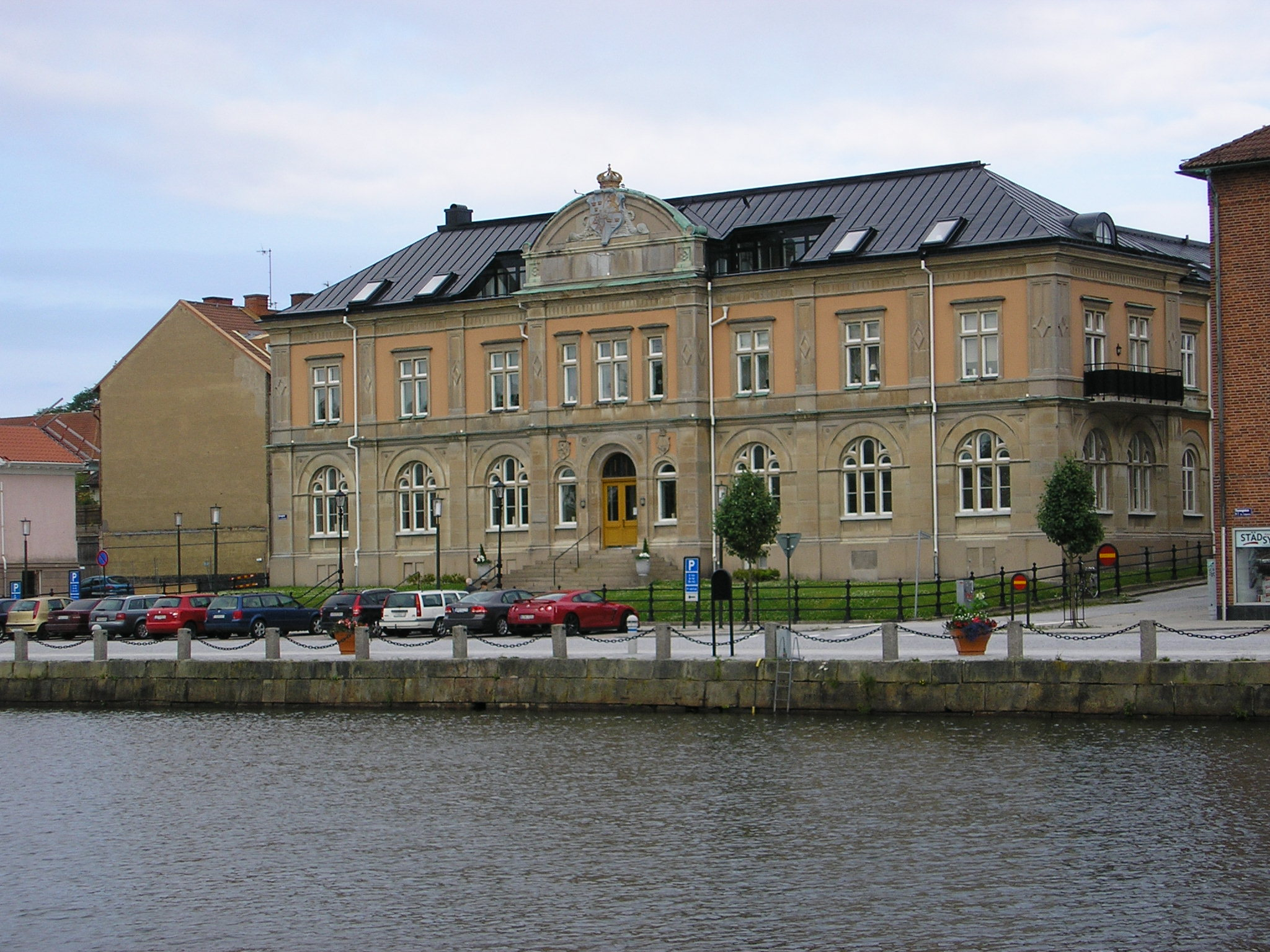
Riksbankshuset 2011.

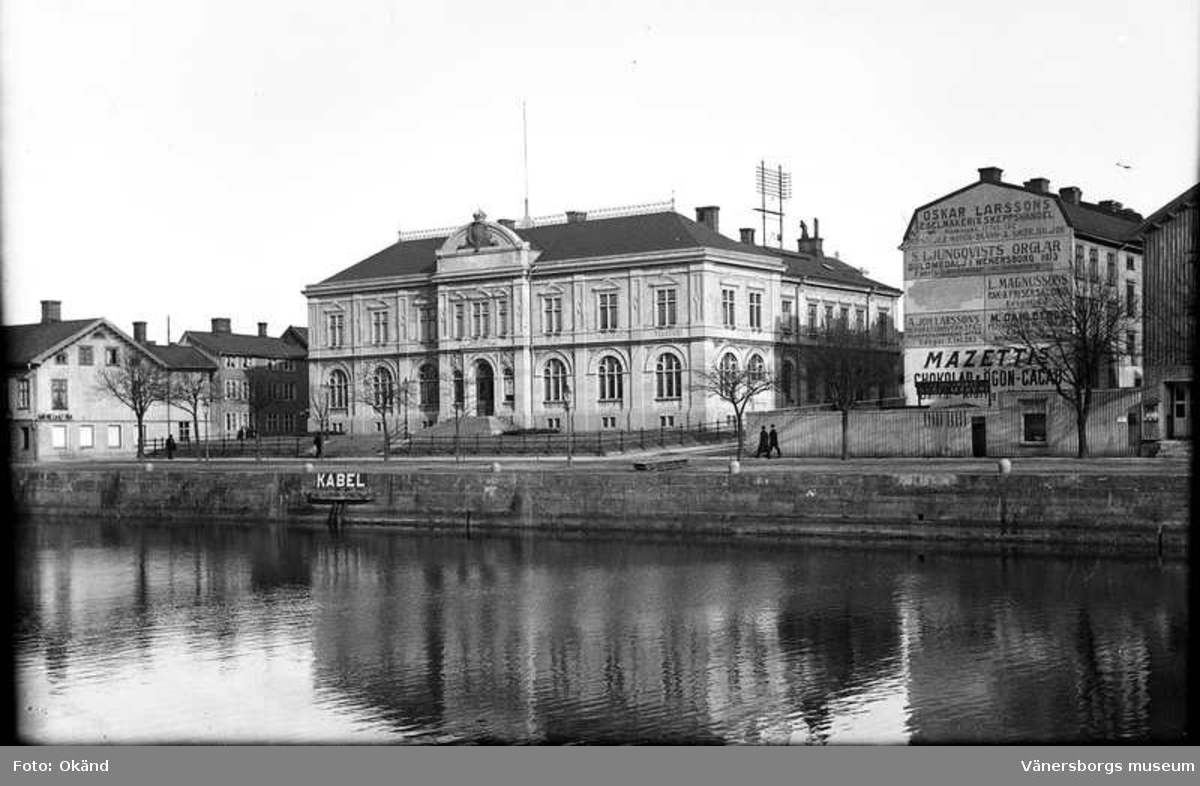
Riksbankshuset i Vänersborg, tidigt nittonhundratal.

Riksbankshuset är en byggnad i Vänersborg. Huset ligger på Hamngatan och stod klart 1902. Det ritades av Gustaf Dahl. Utöver kontor för Riksbanken fanns i huset post-, telegraf- och telefonstation. Efter att Riksbanken flyttat ut användes den en tid för kontor av länsstyrelsen. Mellan 1949 och 1967 var stadsbiblioteket inhyst i Riksbankshuset.
2009 byggdes huset om till bostäder.